# Arturo Dell'Oro
Arturo Dell'Oro (Vallenar, 7 settembre 1896 – Cielo di Belluno, 1º settembre 1917) è stato un aviatore italiano, pilota da caccia dell'83ª Squadriglia durante la prima guerra mondiale, fu decorato con Medaglia d'oro al valor militare alla memoria per il coraggio dimostrato in combattimento.

## Biografia
Nacque a Vallenar (Cile) il 7 settembre 1896, da una famiglia emigrata in America del Sud per cercare fortuna. Il padre era nato a Vagna, mentre la madre era di Pallanza. Dopo aver frequentato le scuole elementari, giovanissimo iniziò a collaborare con i genitori nella gestione della piccola vigna che suo padre aveva impiantato, con grande fatica, nella fertilissima valle del Rio Huasco. Nei primi giorni del mese di maggio del 1915, avuto notizia dell'imminente ingresso in guerra dell'Italia, si recò a Valparaíso, dove nel frattempo era stato costituito un Comitato per il reclutamento dei giovani destinati al fronte europeo. Arruolatosi subito si imbarcò quello stesso giorno su un piroscafo che fece rotta verso Genova. Arrivato in Italia si arruolò tra i volontari del Corpo Aeronautico, una nuova specialità allora inquadrata nell'Arma del Genio del Regio Esercito.
Dopo aver completato il corso di pilotaggio e conseguito il relativo brevetto di pilota aviatore, venne destinato a prestare servizio dal mese di ottobre come soldato nella 6ª Squadriglia da ricognizione e combattimento Farman che il 15 aprile 1916 diventa 30ª Squadriglia.
Il 25 aprile il reparto si sposta a Tombetta (oggi Borgo Roma) ed il 7 maggio il Sergente Dell'Oro partecipa al bombardamento degli accampamenti di Mattarello. Il 21 luglio la squadriglia torna a Chiasiellis.
Nel maggio 1917 passa nella 2ª Sezione dell'83ª Squadriglia Caccia di San Pietro in Campo di Belluno dotata di Neuport Bebè. Presso questo reparto si distinse subito eseguendo rischiosissime missioni di contrasto alle frequenti, e numerose, incursioni nemiche. Nel novembre 1915 gli fu assegnata una Medaglia d’argento al valor militare per un'azione eseguita nel cielo della Val Clusa (Bellunese), e qualche tempo dopo ricevette anche una promozione per merito di guerra al grado di Sergente. Il 1º settembre 1917 nei cieli di Belluno, per conseguire l'abbattimento di un Hansa-Brandenburg C.I austriaco, non esitò a gettarsi con il proprio velivolo contro quello nemico dopo che la mitragliatrice gli si era inceppata, sacrificando la sua vita. La sua salma, e quelle dei due aviatori austriaci da lui abbattuti, al termine delle esequie a cui prese parte una folta rappresentanza popolare, furono solennemente traslate nel cimitero di Belluno. Per questa azione gli venne assegnata la Medaglia d'oro al valor militare alla memoria, massima decorazione militare italiana.
Alla sua memoria, il 19 giugno 1921, gli fu intitolato il Campo d'Aviazione di Pisa San Giusto, mentre qualche tempo dopo avvenne lo stesso per l'Aeroporto di Belluno. Molte sono le strade a lui intitolate sia in Italia che in Cile. Nel paese sudamericano gli fu intitolata anche la Scuola Italiana di Valparaiso, ubicata in Avenida Pedro Montt.